# Pistolet Browning M1900
Browning M1900 (Browning No. 1, FN 1900) – pistolet samopowtarzalny konstrukcji Johna Mosesa Browninga, produkowany w belgijskich zakładach Fabrique Nationale de Herstal w latach 1899–1914.
Pistolet został zaprojektowany około 1896 r. a trzy lata później rozpoczęto jego produkcję seryjną. W 1900 r. dokonano kilku istotnych modyfikacji w jego konstrukcji przez co przyjął swój bardzo charakterystyczny, ostateczny kształt (przede wszystkim o 20 mm skrócono lufę). Broń stała się pierwszym sukcesem komercyjnym Browninga, zdobywając dużą popularność na początku XX w. jako pistolet kieszonkowy. Produkcję zakończono krótko po opracowaniu jego następcy – Browninga M1910.

## Historia
Amerykański konstruktor broni John Browning w latach 90. XIX wieku rozpoczął prace nad pistoletami samopowtarzalnymi, które w tym okresie były jeszcze nowinką techniczną. W tym czasie amerykańscy producenci broni, jak chociażby Colt (któremu Browning w 1895 roku sprzedał prawa do jednego ze swoich pistoletów), przez dłuższy czas nie wykazywali większego zainteresowania tego typu konstrukcjami, koncentrując się na produkcji rewolwerów. 
W 1897 roku w Hartford doszło do przypadkowego spotkania Browninga z dyrektorem handlowym belgijskiej fabryki broni Fabrique Nationale de Herstal (FN) z Herstal, która po zaprzestaniu produkcji karabinów dla armii belgijskiej posiadała niewykorzystane moce produkcyjne i poszukiwała w USA licencji na produkcję rowerów. Browning zaprezentował mu swój najnowszy prototyp pistoletu, którym wzbudził żywe zainteresowanie. Pistolet samopowtarzalny Browninga cechując się dużą niezawodnością i ergonomią, zdobył uznanie w zakładach FN, dzięki czemu w lipcu 1897 fabryka zawarła z Browningiem umowę na realizację produkcji jego projektu. Nowy pistolet nazywany był początkowo po prostu pistoletem Browninga, później otrzymując desygnatę „Model No 1”. W późniejszym okresie broń została też spopularyzowana pod nazwami Model 1900, M1900, FN 1900.
Pistolet został opatentowany w 1899 roku (patent US621747 A) i stanowił rozwinięcie wcześniejszej prototypowej konstrukcji opatentowanej w 1897 roku (patent US580926 A).
Pierwsze pistolety (znane później jako M1899 lub model przedseryjny) wyprodukowano w styczniu 1899 roku. Oprócz podstawowego kompaktowego modelu o długości lufy 100 mm, powstał także większy model oferowany dla wojska, z lufą o długości 122 mm i 8 nabojowym magazynkiem. Pierwotnie oferowana wersja wojskowa została wyprodukowana jedynie w małej partii próbnej, ponieważ armia belgijska zażądała pistoletu o gabarytach analogicznych jak w kompaktowym modelu komercyjnym. W efekcie opracowano ulepszony model seryjny, z lufą długości 102 mm który sprzedano armii belgijskiej, a także wprowadzono do oferty komercyjnej. 
Seryjna produkcja M1900 zakończyła się w 1912 roku, kiedy to w FN wprowadzono nowy udoskonalony model – M1910, jednak jeszcze w 1914 roku złożono partię z pozostałych części dla wojska. Ogółem w 1899 roku wyprodukowano około 10 000 pistoletów przedseryjnych (M1899), a w latach 1900–1914 724 550 pistoletów seryjnych (M1900). 

## Konstrukcja

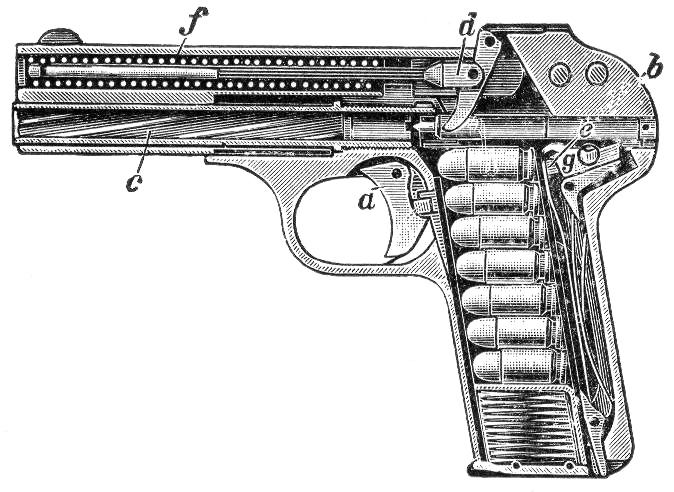
Przekrój M1900

Pistolet samopowtarzalny, mechanizm spustowy typu Single Action. Działał na zasadzie odrzutu zamka swobodnego. Lufa osadzona jest sztywno w szkielecie. Charakterystyczną cechą jest niskie osadzenie lufy, nad którą znajduje się sprężyna powrotna (a nie pod nią lub wokół niej, jak w większości późniejszych pistoletów). Stałe przyrządy celownicze. Magazynek pudełkowy, wymienny, osadzony w chwycie pistoletu, mieści 7 naboi. Do 1907 roku w owalu na okładkach chwytu widniał relief pistoletu i logo FN, po tej dacie – jedynie duże logo ze stylizowanych liter FN. Zatrzask zmiany magazynka umieszczony został w dolnej części chwytu.
Od numeru 10 000 pistolet wyposażono w umieszczony z lewej strony chwytu zaczep do smyczy. Bezpiecznik skrzydełkowy umieszczony po lewej stronie w tylnej części tuż nad chwytem.
Browning M1900 uważany jest za pierwszy masowo produkowany pistolet samopowtarzalny, który odniósł sukces na rynku komercyjnym, i którego wygląd i sposób funkcjonowania można uznać za nowoczesny. Udana i niezawodna, a przy tym zwarta i poręczna konstrukcja Browninga, otworzyła wręcz rynek cywilny na pistolety samopowtarzalne. Układ konstrukcyjny Browninga 1900, z zamkiem obejmującym lufę, sprężyną nad lufą i oknem wyrzutowym z boku szkieletu, był w kolejnych latach w mniejszym lub większym stopniu kopiowany w licznych konstrukcjach w Europie, a także w Chinach.
Bardzo wiele kopii Browninga M1900 pojawiło się w Azji – głównie w Chinach. W latach sześćdziesiątych Koreańska Republika Ludowo-Demokratyczna rozpoczęła masową produkcję klonu pistoletu w kalibrze 7,65 mm Browning pod nazwą Typ 64.